# Scottish Division A 1953-1954
La Scottish Division A 1953-1954  è stata la 57ª edizione della massima serie del campionato scozzese di calcio, disputato tra il 5 settembre 1953 e il 16 aprile 1954 e concluso con la vittoria del Celtic, al suo ventesimo titolo.
Capocannoniere del torneo è stato Jimmy Wardhaugh (Hearts) con 27 reti.

## Classifica finale
Fonte:
|  | Pos. | Squadra             | Pt | G  | V  | N | P  | GF | GS | QR    |
|  | ---- | ------------------- | -- | -- | -- | - | -- | -- | -- | ----- |
|  | 1.   | Celtic              | 43 | 30 | 20 | 3 | 7  | 72 | 29 | 2,483 |
|  | 2.   | Hearts              | 38 | 30 | 16 | 6 | 8  | 70 | 45 | 1,556 |
|  | 3.   | Partick Thistle     | 35 | 30 | 17 | 1 | 12 | 76 | 54 | 1,407 |
|  | 4.   | Rangers             | 34 | 30 | 13 | 8 | 9  | 56 | 35 | 1,600 |
|  | 5.   | Hibernian           | 34 | 30 | 15 | 4 | 11 | 72 | 51 | 1,412 |
|  | 6.   | East Fife           | 34 | 30 | 13 | 8 | 9  | 55 | 45 | 1,222 |
|  | 7.   | Dundee              | 34 | 30 | 14 | 6 | 10 | 46 | 47 | 0,979 |
|  | 8.   | Clyde               | 34 | 30 | 15 | 4 | 11 | 64 | 67 | 0,955 |
|  | 9.   | Aberdeen            | 33 | 30 | 15 | 3 | 12 | 66 | 51 | 1,294 |
|  | 10.  | Queen of the South  | 32 | 30 | 14 | 4 | 12 | 72 | 58 | 1,241 |
|  | 11.  | St. Mirren          | 28 | 30 | 12 | 4 | 14 | 44 | 54 | 0,815 |
|  | 12.  | Raith Rovers        | 26 | 30 | 10 | 6 | 14 | 56 | 60 | 0,933 |
|  | 13.  | Falkirk             | 25 | 30 | 9  | 7 | 14 | 47 | 61 | 0,770 |
|  | 14.  | Stirling Albion     | 24 | 30 | 10 | 4 | 16 | 39 | 62 | 0,629 |
|  | 15.  | Airdrieonians       | 15 | 30 | 5  | 5 | 20 | 41 | 92 | 0,446 |
|  | 16.  | Hamilton Academical | 11 | 30 | 4  | 3 | 23 | 29 | 94 | 0,309 |

Legenda:
      Campione di Scozia.
      Retrocesso in Scottish Division B 1954-1955.
Regolamento:
Due punti a vittoria, uno a pareggio, zero a sconfitta.
A parità di punti, le posizioni in classifica venivano determinate sulla base del quoziente reti.